# Synagoga v Pelhřimově
Dnes již zaniklá synagoga v Pelhřimově byla postavena v září 1891 na základě návrhu Maxe Fleischera, který byl schválen 3. května 1890. Jednalo se o trojlodní stavbu v novogotickém slohu z neomítnutých cihel s břidlicovou střechou. Synagoga byla postavena v dnešní Růžové ulici na místě domu čp. 88 a staviteli byli Josef Šlechta a Václav Přenosil.

## Rozložení synagogy
Dominantní západní průčelí tvořil trojúhelný štít se čtyřmi věžičkami, který ukončovala jednoduchá věžice zdobená Davidovou hvězdou. V tympanonu nad hlavním vstupem byly umístěny desky desatera přikázání. Svatostánek byl orientován k východu a nad ním bylo desatero. Hlavní motlitební sál byl plochostropý, boční lodě byly zaklenuty lunetami. Pelhřimovská synagoga neměla patrovou galerii pro ženy, a proto ženy sedávaly ve stejné úrovni jako muži. V celé budově bylo 128 míst k sezení, členěné na mužské a ženské (muži seděli v hlavní lodi a ženy v bočních lodích).

## Interiér
Interiér pelhřimovské synagogy byl vymalován abstraktními a rostlinnými ornamenty, jež zhotovil malíř z Vídně, Franz Renan.

## Osud synagogy ve 20. století
Během druhé světové války i po válce byla budova využívána jako skladiště, válku však synagoga přežila. V lednu 1967 bylo zahájeno bourání a na jejím místě vyrostl během normalizačních let 1968-1973 obchodní dům Perla.